# Âge moyen
L'âge moyen (ou moyenne d'âge) d'une population est la moyenne des âges des personnes appartenant à cette population. Cette donnée peut être utilisée afin de calculer l'indice de développement humain, le taux de natalité, le taux de scolarisation et le pourcentage de la population active. Lorsque l'âge moyen est en augmentation, on parle de vieillissement démographique.
L'âge moyen est différent de l'âge médian, qui divise la population en deux groupes numériquement égaux (une moitié de la population est d'âge inférieur à l'âge médian, l'autre est d'âge supérieur). En France, l'âge médian est inférieur d'un an à un an et demi à l'âge moyen au moins depuis le début du XXIe siècle.

## En France
|      | Ensemble | Hommes | Femmes |
| ---- | -------- | ------ | ------ |
| 2004 | 39,09    | 37,60  | 40,50  |
| 2005 | 39,26    | 37,77  | 40,67  |
| 2006 | 39,41    | 37,93  | 40,82  |
| 2007 | 39,56    | 38,07  | 40,97  |
| 2008 | 39,8     | 38,3   | 41,3   |
| 2009 | 40,0     | 38,5   | 41,4   |
| 2010 | 40,1     | 38,6   | 41,5   |
| 2011 | 40,3     | 38,8   | 41,7   |
| 2012 | 40,5     | 39,0   | 41,9   |
| 2013 | 40,6     | 39,1   | 42,0   |
| 2014 | 40,7     | 39,3   | 42,1   |
| 2015 | 40,9     | 39,4   | 42,3   |
| 2016 | 41,1     | 39,6   | 42,5   |
| 2017 | 41,3     | 39,9   | 42,7   |
| 2018 | 41,5     | 40,0   | 42,8   |
| 2019 | 41,7     | 40,2   | 43,0   |
| 2020 | 41,9     | 40,4   | 43,2   |
| 2021 | 42,1     | 40,6   | 43,4   |

Mayotte n'est prise en compte qu'à partir de 2014. Les données à partir de 2019 ne sont que provisoires. Les données de l'année 2021 ont été révisées. 
Un net vieillissement de la population est constaté, commun à tout le continent européen.